# Glyptopetalum chaudocense
Glyptopetalum chaudocense är en benvedsväxtart som beskrevs av Pierre. Glyptopetalum chaudocense ingår i släktet Glyptopetalum och familjen Celastraceae. Inga underarter finns listade.